# Lene Tønnesen
Lene Tønnesen (født 8. oktober 1977) er en norsk tidligere håndboldspiller som spillede for Sola Håndball.
Hun har spillet tre kampe og scoret et mål for det norske landshold.